# Rue Royale (Bruxelles)
Rue Royale (in francese) o Koningsstraat (in olandese), che significa "Via Reale", è una strada di Bruxelles, che attraversa i comuni di Schaerbeek, Saint-Josse-ten-Noode e la città di Bruxelles. È limitata a sud da Place Royale nel centro della città e a nord da Place de la Reine a Schaerbeek. Numerosi luoghi di interesse si trovano lungo Rue Royale, ad esempio il Palazzo Reale di Bruxelles, il Museo delle belle arti, il Parco di Bruxelles, la Colonna del Congresso, il Giardino Botanico, la sala da concerto Botanique e la Chiesa reale di Santa Maria.
Da Rue Royale è possibile accedere alle stazioni della metropolitana di Bruxelles Parc e Botanique. La strada è proseguita a nord da Rue Royale Sainte-Marie e a sud da Rue de la Régence. Ha un incrocio stradale con la piccola tangenziale all'incrocio Botanique. 
Molte aziende hanno uffici in Rue Royale, ad esempio Accenture e BNP Paribas Fortis così come la Comunità francofona del Belgio.

## Leopoldo II
Nel novembre 1902, il re Leopoldo II fu attaccato dall'anarchico italiano Gennaro Rubino in Rue Royale e fuggì dalla morte. Tuttavia il suo Grande Maresciallo, il conte Charles d'Oultremont, fu quasi ucciso.